# Family Affair
Family Affair is een Amerikaanse komedieserie. Hiervan werden 138 afleveringen gemaakt die oorspronkelijk van 12 september 1966 tot en met 4 maart 1971 werden uitgezonden op CBS.
Family Affair werd één keer genomineerd voor een Golden Globe, te weten die voor beste komedieserie in 1971. Ook werd de serie acht keer genomineerd voor een Primetime Emmy Award, eveneens zonder in de prijzen te vallen.

## Uitgangspunt
Bill Davis is een welgestelde vrijgezelle ingenieur. Hij leeft goed van zijn geld en heeft regelmatig romances met begeerlijke vrouwen. Zijn persoonlijke assistent Giles French zorgt ervoor dat het Davis ook daarbuiten aan niets ontbreekt. Zijn leven ondergaat een grote verandering wanneer zijn broer en schoonzus omkomen tijdens een verkeersongeluk. Hierdoor krijgt hij de zorg over hun drie kinderen; tiener Cissy en de zesjarige tweeling Buffy en Jody. Ook French krijgt hierdoor extra taken, als kinderoppasser.

## Rolverdeling
*Cast (allen 130 of meer afleveringen)
- Brian Keith - William 'Bill' Davis
- Kathy Garver - Catherine 'Cissy' Patterson-Davis
- Anissa Jones - Ava Elizabeth 'Buffy' Patterson-Davis
- Johnny Whitaker - Jonathan 'Jody' Patterson-Davis
- Sebastian Cabot - Giles French
- (Alle overige cast = 18 of minder afleveringen)